# Wolfgang Börnsen

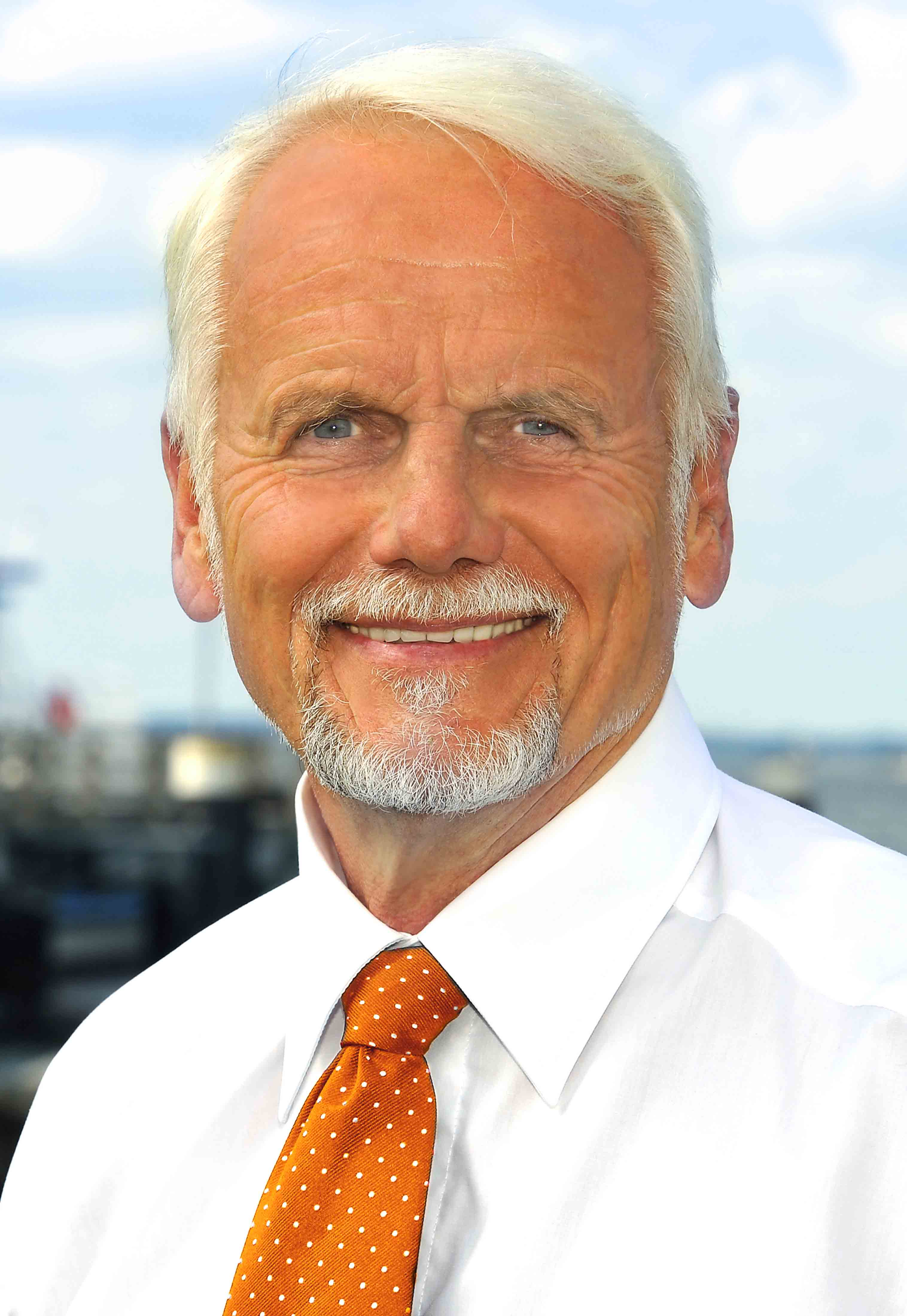
Wolfgang Börnsen (2009)

Wolfgang Börnsen (* 26. April 1942 in Flensburg; † 2. November 2024) war ein deutscher Politiker (CDU). Er war von 1987 bis 2013 Bundestagsabgeordneter und von 2005 bis 2013 Vorsitzender der Arbeitsgruppe Kultur und Medien der CDU/CSU-Bundestagsfraktion.

## Leben und Beruf
Nach der Mittleren Reife machte Börnsen eine Lehre zum Maurer und besuchte die Höhere Handelsschule Flensburgs. Danach absolvierte er an der Pädagogischen Hochschule (PH) Kiel ein Studium für das Lehramt an Realschulen. Zunächst war er als Grundschullehrer an der Dorfgemeinschaftsschule Munkbrarup tätig. Anschließend war er als Lehrer für Geschichte, Wirtschaft/Politik und Religion an der Käte-Lassen-Schule Flensburg tätig. Börnsen hatte außerdem Lehraufträge an der PH Kiel für Freizeitpädagogik und an der PH Flensburg für Spiel- und Theaterpädagogik.
1962 spielte Börnsen für kurze Zeit Schlagzeug in der Beat- und Schlagerband Club 62. Ab 1963 berichtete er als „rasender Dorfreporter“ für das Flensburger Tageblatt, so auch aus Angeln über die Schneekatastrophe 1978/1979.
Wolfgang Börnsen war evangelisch, verheiratet und Vater von vier Kindern.

## Partei
Börnsen trat 1967 in die CDU und 1977 auch in die Christlich-Demokratische Arbeitnehmerschaft (CDA) ein. Er war von 1991 bis 1995 Generalsekretär der CDU Schleswig-Holstein.

## Abgeordneter
Seit 1987 war Börnsen Mitglied des Deutschen Bundestages. Hier war er Vorsitzender des Arbeitskreises Küste der CDU/CSU-Bundestagsfraktion. Seit November 2005 leitete er außerdem den Fraktionsarbeitskreis Kultur und Medien und war auch kulturpolitischer Sprecher der CDU/CSU-Fraktion. In dieser Funktion griff er im April 2012 die Nominierung des Computerspiels Crysis 2 für den Deutschen Computerspielpreis an; obgleich die Jury als unabhängig definiert ist, drohte Börnsen mit „einer Neubesetzung der Jury“ und wurde dafür von unterschiedlichsten Seiten kritisiert, sogar aus den eigenen Reihen.
Wolfgang Börnsen zog 1987, 1990, 1994 und 2009 als direkt gewählter Abgeordneter des Wahlkreises 1 Flensburg – Schleswig in den Bundestag ein, 1998, 2002 und 2005 über die Landesliste Schleswig-Holstein. Er trat bei der Bundestagswahl 2013 nicht mehr an. Seine Nachfolgerin wurde Sabine Sütterlin-Waack.
Börnsen war in den neunziger Jahren Teil der fraktionsübergreifenden Bundestags-Kabarettgruppe „Die Wasserwerker“, die sich nach dem Übergangssitz des Bundestages (1986 bis 1992) benannt hatten.

## Mitgliedschaften
- Mitglied der Europa-Union Parlamentariergruppe Deutscher Bundestag.
- Parlaments- und Regierungsberater in Rumänien, Bulgarien, Armenien, Georgien und Kasachstan seit 2010.
- Berater des Obersten Verfassungsgerichtes in Brasilien März 2017.
- Mitglied im „Ethikbeirat“ des ehemaligen deutschen Musikpreises Echo. Er verteidigte im April 2018 als dessen Sprecher die – nach heftigen Protesten zwei Wochen später zur Abschaffung des Preises führende – Teilnahme der Rapper Kollegah und Farid Bang an der Echoverleihung 2018 mit dem Album Jung Brutal Gutaussehend 3 ungeachtet des gegen den dort enthaltenen Titel 0815 erhobenen Antisemitismusvorwurfs.[11][12][13]

## Veröffentlichungen (Auswahl)
- Vorbild mit kleinen Fehlern – Abgeordnete zwischen Anspruch und Wirklichkeit.  Siegler, Sankt Augustin 2001, ISBN 3-87748-613-4
- Plattdeutsch im Deutschen Bundestag. Siegler, Sankt Augustin 2001, ISBN 3-87748-614-2
- Fels oder Brandung? Gerhard Stoltenberg – der verkannte Visionär. Siegler, Sankt Augustin 2004, ISBN 978-3-87748-644-3
- Rettet Berlin – Schleswig-Holsteins Beitrag zur Luftbrücke 1948/49. Wachholtz, Neumünster 2008, ISBN 978-3-529-02812-0
- Die Angeln-Saga. Bedrohte Heimat. Husum Druck- und Verlagsgesellschaft, Husum 2018, ISBN 978-3-89876-915-0
- Vom Niedergang zum Neuanfang. Kiel/Hamburg
- Parlamentarismus im Dornröschenschlaf – Verlag der Nation, ISBN 978-3-373-00536-0
- Niederdeutsche Theaterstücke – Ostfriesischer Theaterverlag
  - Lüüd, Luther un de Düvel 2016
  - Weltünnergang, man nich bi uns 2013
  - Rocker gahn nich in Rente 2010
  - De Reis nah Kapstadt, Bearbeitung 2006
  - De oppsternaatsch Deern 2000
  - Schleswig-Holstein Revue op Platt 1998 u. a. Übersetzung und Bearbeitung von Loriot-Texten
- Die Angeln-Saga II Aufbruch in die Heimatlosigkeit. Husum Druck- und Verlagsgesellschaft, Husum 2019, ISBN 978-3-89876-967-9
- Die Geschichte der Angeln – Schleswiger Nachrichten vom 18. Febr. 2020
- Die Angeln-Saga III Endlich Heimat!. Husum Druck- und Verlagsgesellschaft, Husum 2021, ISBN 978-3-96717-034-4
- Die Angeln-Saga IV Heimat erhalten!. Husum Druck- und Verlagsgesellschaft, Husum 2022, ISBN 978-3-96717-113-6
- Der unbequeme Demokrat!. Verlag der Nation Ingbert Paulsen jr. Husum 2023, ISBN 978-3-373-00541-4